# Мелвин Калвин
Мелвин Елис Калвин (енгл. Melvin Ellis Calvin; 8. април 1911 — 8. јануар 1997) амерички биохемичар познат по откривању Калвиновог циклуса, заједно са Ендруом Бенсоном и Џејмсом Башамом, за који је награђен 1961. године Нобеловом наградом за хемију. Већи део своје петодеценијске каријере провео је на Универзитету у Калифорнији, Беркли.

## Живот
Калвин је рођен у Сент Полу у Минесоти, као син Елијаса Калвина и Роуз Хервиц,  јеврејских имиграната из Руског царства.
Калвинова породица преселила у Детроит; матурирао је у Централној гимназији 1928. Мелвин Калвин је дипломирао на Мичигенском колеџу за рударство и технологију (данас познат као Технолошки Универзитет Мичиген) и докторирао 1931. године из хемије на Универзитету у Минесоти 1935. Затим је провео следеће четири године радећи постдокторски рад на Универзитету у Манчестеру. Оженио се са Мари Женевјев Џемтегард 1942. године, и имали су троје деце, две ћерке и сина.
Калвин се придружио факултету на Универзитету у Калифорнији, Беркли, 1937. године и унапређен у професора хемије 1947. Користећи изотоп угљеник-14 као средство за праћење, Калвин, Бенсон и Башам мапирали су комплетну руту којом угљеник пролази кроз биљку током фотосинтезе, почев од његове апсорпције као атмосферског угљен-диоксида до његове конверзије у угљене хидрате и друга органска једињења.  Чинећи то, Калвин, Бенсон и Башам показали су да сунчева светлост делује на хлорофил у биљци да подстакне производњу органских једињења, а не на угљен-диоксид као што се раније веровало. Калвин је био једини добитник Нобелове награде за хемију за 1961. годину за оно што је понекад познато као циклус Калвин-Бенсон-Башам. Калвин је написао аутобиографију под називом „Трагом светлости: научна одисеја“  три деценије касније.  Године 1963. добио је додатно звање професора молекуларне биологије. Био је оснивач и директор Лабораторије за хемијску биодинамику и истовремено сарадник директора Беркли Лабораторије за зрачење, где је спроводио већи део својих истраживања до пензионисања 1980. У последњим годинама активних истраживања проучавао је употребу погона за производњу уља као обновљивих извора енергије. Такође је провео много година тестирајући хемијску еволуцију живота и написао књигу на ту тему која је објављена 1969.

## Контраверза
У својој телевизијској историји ботанике за ББЦ из 2011. године, Тимоти Волкер, директор Универзитетске Ботаничке баште у Оксфорду критиковао је Калвиново поступање према Бенсону, тврдећи да је Калвин преузео заслугу за Бенсонов рад након што га је отпустио, а пропустио је споменути Бенсонову улогу приликом писања аутобиографије деценијама касније. И сам Бенсон је споменуо да га је Калвин отпустио и жалио се што није споменут у његовој аутобиографији.

## Почасти и награде
Калвин је изабран за страног члана Краљевске холандске академије уметности и науке 1958. Године 1959. изабран је за члана Немачке академије наука Леополдина.
1971. године Калвин је добио титулу почасног доктора права на Витијер Колеџу.
Калвин је представљен у збирци Амерички научници из 2011. године америчких поштанских марака, заједно са Асом Греј, Маријом Геперт-Мајер и Севером Очоа. Ово је био трећи том у серији, прва два су објављена 2005. и 2008. године.

## Публикације
- Bassham, J. A., Benson, A. A., and Calvin, M. "The Path of Carbon in Photosynthesis VIII. The Role of Malic Acid.", Ernest Orlando Lawrence Berkeley National Laboratory, University of California Radiation Laboratory–Berkeley, United States Department of Energy (through predecessor agency the Atomic Energy Commission), (January 25, 1950).
- Badin, E. J., and Calvin, M. "The Path of Carbon in Photosynthesis IX. Photosynthesis, Photoreduction, and the Hydrogen-Oxygen-Carbon Dioxide Dark Reaction.", Ernest Orlando Lawrence Berkeley National Laboratory, University of California Radiation Laboratory–Berkeley, United States Department of Energy (through predecessor agency the Atomic Energy Commission), (February 1, 1950).
- Calvin, M., Bassham, J. A., Benson, A. A., Kawaguchi, S., Lynch, V. H., Stepka, W., and Tolbert, N. E."The Path of Carbon in Photosynthesis XIV.", Ernest Orlando Lawrence Berkeley National Laboratory, University of California Radiation Laboratory–Berkeley, United States Department of Energy (through predecessor agency the Atomic Energy Commission), (June 30, 1951).
- Calvin, M. "Photosynthesis: The Path of Carbon in Photosynthesis and the Primary Quantum Conversion Act of Photosynthesis.", Ernest Orlando Lawrence Berkeley National Laboratory, University of California Radiation Laboratory-Berkeley, United States Department of Energy (through predecessor agency the Atomic Energy Commission), (November 22, 1952).
- Bassham, J. A., and Calvin, M. "The Path of Carbon in Photosynthesis", Ernest Orlando Lawrence Berkeley National Laboratory, University of California Lawrence Radiation Laboratory-Berkeley, United States Department of Energy (through predecessor agency the Atomic Energy Commission), (October 1960).
- Calvin, M. "The Path of Carbon in Photosynthesis (Nobel Prize Lecture).", Ernest Orlando Lawrence Berkeley National Laboratory, University of California Radiation Laboratory-Berkeley, United States Department of Energy (through predecessor agency the Atomic Energy Commission), (December 11, 1961).